# بيانتشلي عجم
بيانتشلي عجم هي قرية في مقاطعة شوط‌، إيران. يقدر عدد سكانها بـ 666 نسمة بحسب إحصاء 2016.